# Martin-Jérôme Izart
Martin-Jérôme Izart (10 juin 1854 - 31 mai 1934) né à Estagel, est un exégète, évêque de Pamiers puis archevêque de Bourges.

## Biographie
Il reçoit l’ordre sacerdotal le 21 décembre 1878 et, le 11 juin 1907, il est consacré évêque de Pamiers, en Ariège. Le 30 août 1910, il crée une maison pour les missionnaires diocésains. Il reste en fonction jusqu’au 9 mai 1916, année où il est nommé archevêque de Bourges.
Le 6 octobre de la même année, il approuva la confrérie de la Neuvaine perpétuelle au Sacré-Cœur de Jésus en faveur des malades et des affligés. Il semble très traditionaliste, peu en phase avec l'ambiance ouvrière du diocèse[réf. souhaitée]. Il est archevêque de Bourges jusqu'à sa mort
Il est membre de la société d’histoire ecclésiastique de France. Izart est représenté dans l’une des grandes mosaïques de l’abside de l’église du Sacré-Cœur de Bourges, dans une image symbolisant la fondation du Neuvième Perpétuel. Le travail a été réalisé par l’atelier de Carl Mauméjean, maîtres verriers et mosaïstes, situé à Paris.